# Natenstedter Beeke
Die Natenstedter Beeke ist ein etwa 6 km langer rechtsseitiger Nebenfluss der Heiligenloher Beeke in der Stadt Twistringen im niedersächsischen Landkreis Diepholz. 
Die Natenstedter Beeke hat ihre Quelle in Neuenmarhorst und fließt von dort in westlicher Richtung südlich von Ellerchenhausen, das zum Ortsteil Natenstedt der Stadt Twistringen gehört. Sie nimmt den Ellerhorster Bach, den Natenstedter Bach und den Grenzbach Osterhorn auf. Anschließend fließt sie in südlicher Richtung, unterquert die Landesstraße L 347 und mündet bei Rüssen in die Heiligenloher Beeke.